# Menashe Masiah
Menashe Masiah (født 2. november 1973) er en israelsk fodbolddommer fra Tel Aviv. Han har dømt internationalt under det internationale fodboldforbund FIFA siden 2009, hvor han er indrangeret som Category 2-dommer, der er det tredjehøjeste niveau for internationale dommere.

## Kampe med danske hold
- Den 9. juli 2009: Kvalifikation til Europa League: Linfield – Randers FC 0-3.
- Den 28. juli 2011: Kvalifikation til Europa League: FC Midtjylland – Vitoria Guimaraes 0-0.